# Хомяков, Александр Андреевич
Александр Андреевич Хомяков (5 марта 1969) — советский и российский футболист, играл на позиции вратаря. Ныне тренер.

## Карьера

### Карьера футболиста
Александр Хомяков — воспитанник ДЮСШ города Каспийска. Профессиональную карьеру начинал в 1987 году в махачкалинском «Динамо». В 1991 году перебрался в саратовский «Сокол». С 1992 по 1995 защищал ворота волжского «Торпедо». Далее играл в «Спартаке» Нальчик, «Диане» Волжск и в «Салюте» Саратов, пока в 2001 году не перебрался в Казахстан, где выступал за «Есиль» Кокшетау, в 6 матчах пропустил 15 мячей и вскоре покинул клуб. В 2003 году играл за «Спартак» Йошкар-Ола. Завершил карьеру в волжском «Торпедо».

### Тренерская карьера
Александр Хомяков начал свою тренерскую карьеру в Узбекистане, тренируя молодых футболистов в «Машъал Академии» мубарекского района, а в сезоне 2011 года был назначен главным тренером основной команды академии. В начале сезона 2013 года, после успехов в академии, он был назначен главным тренером основного клуба «Машал».
В 2014 году получил лицензию тренера PRO АФК. До 2019 года работал главным тренером команды «Машал». Во второй части сезона 2019 года он подписал контракт с «Андижаном» и был назначен главным тренером. В начале сезона 2020 года ушел с клуба. После двухлетнего перерыва он вернулся в мубарекский клуб «Машал» в качестве главного тренера. В начале сезона 2022 года по собственному желанию покинул пост главного тренера.
В сезоне 2022 года работал ассистентом Виктора Кумыкова, который тренировал «Андижан». В начале сезона 2023 года Кумыков покинул «Андижан» из-за предложения от казахстанских команд и Хомяков был назначен главным тренером. 5 октября 2024 года под руководством Хомякова команда «Андижан» одержала победу над «Навбахором» со счётом 3:2 в финале Кубка Узбекистана 2024 года и завоевала первый трофей в своей истории.
Покинул пост главного тренера «Андижана» после 5 поражений подряд в чемпионате Узбекистана по футболу 2025 года.